# ماتياس بدر
ماتياس بدر (بالألمانية: Matthias Bader)‏ (17 يونيو 1997 ببفورتسهايم في ألمانيا - ) هو لاعب كرة قدم ألماني من اصل سوري يلعب في مركز الدفاع. لعب مع نادي كارلسروه.

## روابط خارجية
- ماتياس بدر على موقع قاعدة بيانات كرة القدم.إي يو (الإنجليزية)
- ماتياس بدر على موقع بيانات كرة القدم. دي إي (الألمانية)
- ماتياس بدر على موقع Soccerway.com (الإنجليزية)
- ماتياس بدر على موقع عالم كرة القدم.نت (الإنجليزية)